# 赤水河
赤水河（せきすいが、拼音: Chìshuǐ hé）は、中華人民共和国を流れる川の一つで、長江の右岸の支流。雲南省の北東端、昭通市鎮雄県安家壩の源流から東に向かい、貴州省と四川省を経て、四川省瀘州市合江県で長江に流入する。全長は436.5km、流域面積は20,440平方km。上流では魚洞、畢数河とも呼ばれる。主要な支流には、二道河、桐梓河、古藺河、大同河、習水河、風溪河がある。
赤水河という名は、夏になると泥で赤茶色に濁ることから付けられている。支流・風溪河の上流には十丈洞瀑布という幅の広い滝があるのをはじめ、多くの滝がある。また沿岸は深い森や竹林、崖や急流が多く、優れた景観を誇る。
赤水河の流域、例えば貴州省遵義市に属する仁懐市や赤水市などは酒造りの郷として知られ、茅台酒、習酒、郎酒などの名酒の産地である。
長征の際には、国民党軍に追われる紅軍は貴州省に至り、四川北東部で紅四方面軍と合流すべく赤水河を渡ったが四川軍閥にぶつかって再度赤水河を渡り貴州の遵義市に戻った。次に長江上流の金沙江を渡ろうとして赤水河を超えて四川に入ったがまた引き返す羽目になった。1935年1月から3月にかけて四川進入に失敗し赤水河を4度も渡ったこの転戦を四渡赤水と呼ぶ。紅軍は最終的に雲南省を経て四川省の西を大回りしたが、四渡赤水は無目的な流浪状態から「農村から都市を包囲する」目的のための転戦へと移る転換点とされている。